# Joan Blondell
Joan Blondell, pseudonimo di Rose Joan Bluestein (New York, 30 agosto 1906 – Santa Monica, 25 dicembre 1979), è stata un'attrice statunitense.

## Biografia
Dopo aver vinto un concorso di bellezza fu scritturata dalla Warner Bros. che ne fece une delle principali icone del cinema: apparve in oltre 100 produzioni, in una carriera quarantennale. Molto attiva negli anni trenta, recitò a fianco di Glenda Farrell in 9 film, formando una coppia d'oro del cinema classico statunitense: si destreggiò tra musical e commedie, passando alle commedie brillanti e a ruoli drammatici (si ricordi Un albero cresce a Brooklyn (1945) di Elia Kazan).

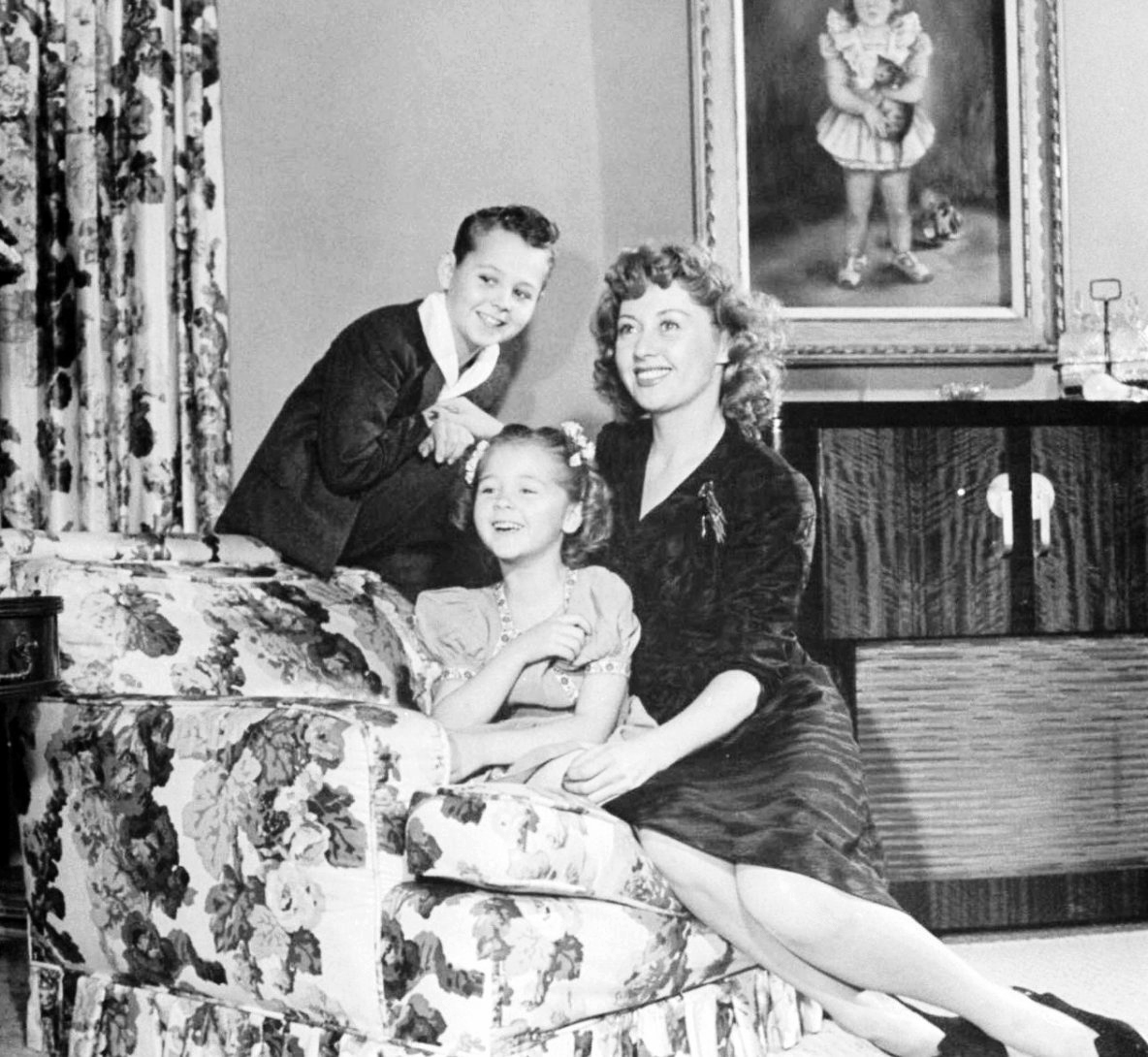
Joan Blondell con la figlia Ellen Powell e il figlio Norman S. Powell, 1944

Fu candidata all'Oscar alla miglior attrice non protagonista nel 1952 per il ruolo di Annie Rawlins in Più forte dell'amore e due volte al Golden Globe: nel 1966, per Cincinnati Kid di Norman Jewison e nel 1978, per La sera della prima di John Cassavetes. Morì nel giorno di Natale del 1979 e fu sepolta nel Forest Lawn Memorial Park di Glendale.

### Vita privata
La Blondell è stata sposata tre volte: 
- dal 1933 al 1936 col direttore della fotografia George Barnes da cui ebbe il figlio Norman (produttore televisivo)
- dal 1936 al 1944 col collega Dick Powell da cui ebbe la figlia Ellen (truccatrice)
- dal 1947 al 1950 col produttore cinematografico Michael Todd

### Il decesso
Blondell morì di leucemia a Santa Monica (California), il giorno di Natale del 1979, all'età di 73 anni. La sua salma fu cremata e le ceneri interrate in un colombario al Forest Lawn Memorial Park Cemetery in Glendale (California).

## Riconoscimenti
- WAMPAS Baby Stars nel 1931
- Premi Oscar 1952 – Candidatura all'Oscar alla miglior attrice non protagonista per Più forte dell'amore
- National Board of Review Award alla miglior attrice non protagonista nel 1965 per Cincinnati Kid
- Stella alla Hollywood Walk of Fame (Cinema), 6311 Hollywood Blvd

## Filmografia parziale

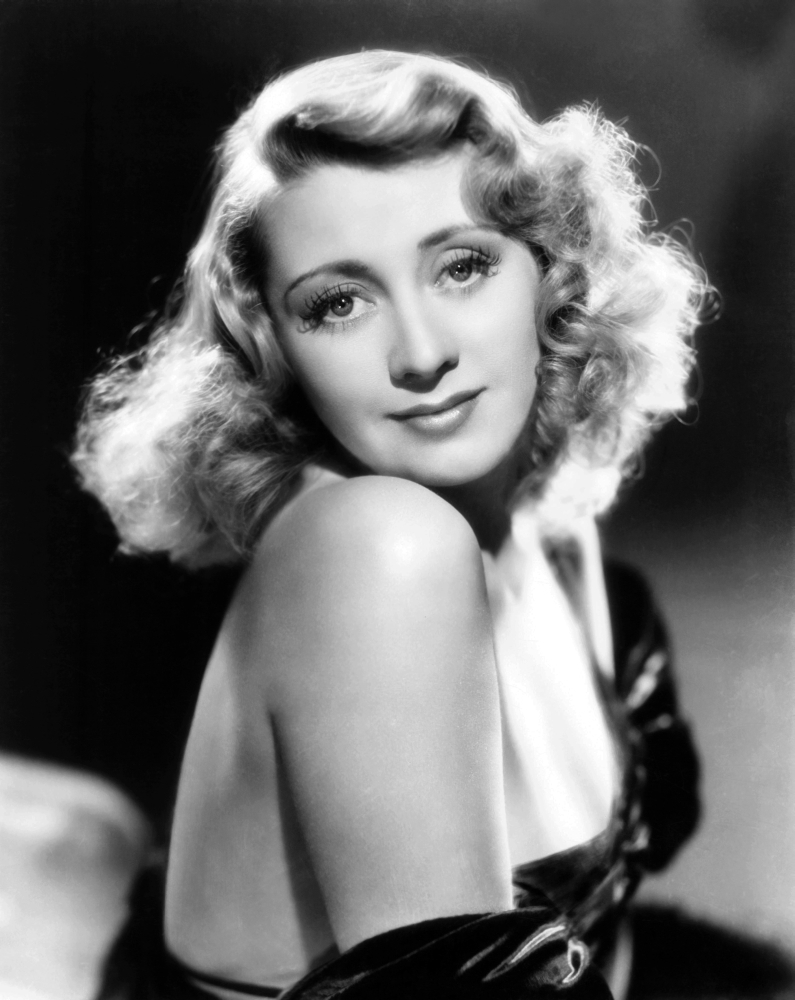
Joan Blondell negli anni '30

### Cinema
- Millie, regia di John Francis Dillon (1931)
- Nemico pubblico (Public Enemy), regia di William A. Wellman (1931)
- La bionda e l'avventuriero (Blonde Crazy), regia di Roy Del Ruth (1931)
- L'angelo bianco (Night Nurse), regia di William A. Wellman (1931)
- Three on a Match, regia di Mervyn LeRoy (1932)
- Il vagabondo e la ballerina (Union Depot), regia di Alfred E. Green (1932)
- L'urlo della folla (The Crowd Roars), regia di Howard Hawks (1932)
- Il giardino del diavolo (Central Park), regia di John G. Adolfi (1932)
- Goodbye Again, regia di Michael Curtiz (1933)
- La danza delle luci (Gold Diggers of 1933), regia di Mervyn LeRoy (1933)
- Viva le donne! (Footlight Parade), regia di Lloyd Bacon (1933)
- Abbasso le donne (Dames), regia di Ray Enright, Busby Berkeley (1934)
- Il sapore di un bacio (Traveling Saleslady), regia di Ray Enright (1935)
- Broadway Gondolier, regia di Lloyd Bacon (1935)
- We're in the Money, regia di Ray Enright (1935)
- Miss Pacific Fleet, regia di Ray Enright (1935)
- Colleen, regia di Alfred E. Green (1936)
- Sons o' Guns, regia di Lloyd Bacon (1936)
- Le belve della città (Bullets or Ballots), regia di William Keighley (1936)
- Stage Struck, regia di Busby Berkeley (1936)
- Three Men on a Horse, regia di Mervyn LeRoy (1936)
- Amore in otto lezioni (Gold Diggers of 1937), regia di Lloyd Bacon (1936)
- Il re e la ballerina (The King and the Chorus Girl), regia di Mervyn Le Roy (1937)
- Milionario su misura (The Perfect Specimen), regia di Michael Curtiz (1937)
- Back in Circulation, regia di Ray Enright (1937)

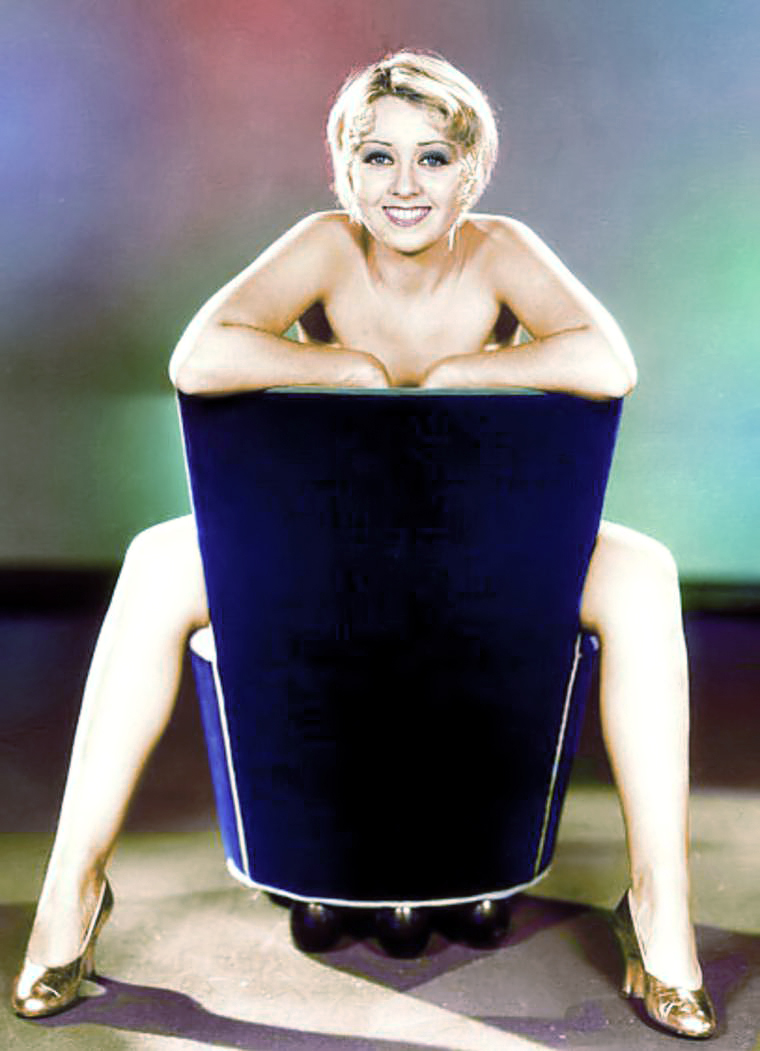
Una fotografia pubblicitaria di Joan Blondell del 1932, bandita poi in base al Codice Hays

- Ed ora... sposiamoci! (Stand-in), regia di Tay Garnett (1937)
- C'è sotto una donna (There's Always a Woman), regia di Alexander Hall (1938)
- Una ragazza allarmante (Good Girls Go to Paris), regia di Alexander Hall (1939)
- Un angolo di cielo (East Side of Heaven), regia di David Butler (1939)
- Manette e fiori d'arancio (The Amazing Mr. Williams), regia di Alexander Hall (1939)
- The Kid from Kokomo, regia di Lewis Seiler (1939)
- Una bionda in paradiso (Topper Returns), regia di Roy Del Ruth (1941)
- Una moglie modello (Model Wife), regia di Leigh Jason (1941)
- Signora per una notte (Lady for a Night), regia di Leigh Jason (1942)
- Angeli all'inferno (Cry Havoc), regia di Richard Thorpe (1943)
- Un albero cresce a Brooklyn (A Tree Grows in Brooklyn), regia di Elia Kazan (1945)
- Avventura (Adventure), regia di Victor Fleming (1945)
- Il segreto di Mary Harrison (The Corpse Came C.O.D.), regia di Henry Levin (1947)
- La fiera delle illusioni (Nightmare Alley), regia di Edmund Goulding (1947)
- Tre figli in gamba (Christmas Eve), regia di Edwin L. Marin (1947)
- Si può entrare? (For Heaven's Sake), regia di George Seaton (1950)
- Più forte dell'amore (The Blue Veil), regia di Curtis Bernhardt e, non accreditato, Busby Berkeley (1951)
- Sesso debole? (The Opposite Sex), regia di David Miller (1956)
- La donna delle tenebre (Lizzie), regia di Hugo Haas (1957)
- Questa notte o mai (This Could Be the Night), regia di Robert Wise (1957)
- La segretaria quasi privata (The Desk Set), regia di Walter Lang (1957)
- La bionda esplosiva (Will Success Spoil Rock Hunter?), regia di Frank Tashlin (1957)
- Anonima peccati (Angel Baby), regia di Paul Wendkos (1961)
- Compagnia di codardi? (Advance to the Rear), regia di George Marshall (1964)
- Cincinnati Kid (The Cincinnati Kid), regia di Norman Jewison (1965)
- El Tigre (Ride Beyond Vengeance), regia di Bernard McEveety (1966)
- La spia dal cappello verde (The Spy in the Green Hat), regia di Joseph Sargent (1966)
- La vecchia legge del West (Waterhole 3), regia di William A. Graham (1967)
- L'infallibile pistolero strabico (Support Your Local Gunfight), regia di Burt Kennedy (1971)
- La sera della prima (Opening Night), regia di John Cassavetes (1977)
- Grease (Brillantina), regia di Randal Kleiser (1978)
- Il campione (The Champ), regia di Franco Zeffirelli (1979)

### Televisione
- General Electric Theater – serie TV, episodio 3x33 (1955)
- Avventure in paradiso (Adventures in Paradise) – serie TV, episodio 1x25 (1960)
- The Dick Powell Show – serie TV, episodio 2x13 (1962)
- La legge di Burke (Burke's Law) – serie TV, episodi 1x04-1x32 (1963-1964)
- Il virginiano (The Virginian) – serie TV, episodio 2x02 (1963)
- Vacation Playhouse – serie TV, episodio 2x02 (1964)
- Ai confini della realtà (The Twilight Zone) – serie TV, episodio 5x24 (1964)
- Bonanza – serie TV, episodio 5x32 (1964)
- The Greatest Show on Earth – serie TV, episodio 1x30 (1964)
- Io e i miei tre figli (My Three Sons) – serie TV, episodio 6x06 (1965)
- Agenzia U.N.C.L.E. (The Girl from U.N.C.L.E.) – serie TV, episodio 1x16 (1967)
- Tre nipoti e un maggiordomo (Family Affair) – serie TV, episodio 2x13 (1967)
- The Outsider – serie TV, episodio 1x13 (1968)
- Arrivano le spose (Here Come the Brides) – serie TV, 52 episodi (1968-1970)
- Detective anni trenta (Banyon) – serie TV, 8 episodi (1972-1973)
- A tutte le auto della polizia (The Rookies) – serie TV, 1 episodio (1973)
- Sulle strade della California (Police Story) – serie TV, 1 episodio (1975)
- Starsky & Hutch – serie TV, episodi 2x01-2x02 (1976)
- Fantasilandia (Fantasy Island) – serie TV, 1 episodio (1979)

## Doppiatrici italiane
- Dhia Cristiani in Sesso debole?, La donna delle tenebre, Questa notte o mai, Cincinnati Kid
- Rosetta Calavetta in La danza delle luci, Una moglie modello, Tre figli in gamba
- Franca Dominici in Più forte dell'amore, La bionda esplosiva
- Clara Ristori in Abbasso le donne
- Rina Morelli in Manette e fiori d'arancio
- Lydia Simoneschi in La segretaria quasi privata
- Rita Savagnone in Nemico pubblico (doppiaggio tardivo 1963)
- Adriana De Roberto in L'infallibile pistolero strabico
- Wanda Tettoni in La sera della prima
- Germana Dominici in Arrivano le spose
- Flaminia Jandolo in Starsky e Hutch
- Margherita Sestito in Ed ora... sposiamoci! (ridoppiaggio 1987)

## Joan Blondell nellafiction
Joan Blondell è stata interpretata da Kathy Bates nella serie TV Feud: Bette and Joan.